# Platja de la Mora
|  | No s'ha de confondre amb Platja de la Móra. |

La platja de la Mora és una platja urbana del municipi de Badalona (Barcelonès) situada al barri de La Mora. Limita a ponent amb el municipi de Sant Adrià de Besós i a llevant amb la platja de la Marina. Té una longitud de 585 m i una amplada de 20 m, amb sorra de gra mitjà i l'entrada al mar és pronunciada.
El 2019 es va posar de manifest que la sorra de la platja estava contaminada amb metalls pesants (arsènic, seleni i crom) procedents de l'antiga fàbrica Cros, que suposen un problema de salut pública per a les persones. La platja es va tancar al públic amb tanques a l'espera que el Ministeri de Transició Ecològica i Repte Demogràfic es faci càrrec de la descontaminació. La previsió d'aquest Ministeri és que les tasques de descontaminació no es faran abans del 2027, després que el col·lector d’aigües residuals de Llevant es traslladi fora de la primera línia de costa.